# 用賀駅
用賀駅（ようがえき）は、東京都世田谷区用賀二丁目にある、東急電鉄田園都市線の駅である。駅番号はDT 06。副駅名は「GMOインターネットTOWER前」。

## 歴史

### 東急玉川線・用賀停留場時代
新玉川線（現・田園都市線）の開通前、1969年（昭和44年）までは、現在の上りホーム先端付近の地上に東急玉川線（玉電）の用賀停留場があった。用賀の前後区間600メートルの専用軌道上にあった停留場には相対式ホーム2面が存在した。上りホームには出札窓口を備えた駅舎があり、上下ホームの間には構内踏切があった。駅南方には渡り線があり、渋谷駅からの折返し列車も設定されていた。そして、上りホーム南端からは新玉川線車両基地予定地への側線・引込線が敷かれていた。新玉川線起工式もこの予定地で実施されたが、着工後に同線直通先が営団地下鉄（現・東京地下鉄）銀座線から半蔵門線へと規格変更され敷地面積が不十分となったことから、車両基地は建設されることなく後に世田谷ビジネススクエアの用地となっている。

### 年表
- 1907年（明治40年）4月1日：玉川電気鉄道（後の東急玉川線）用賀停留場開設。
- 1969年（昭和44年）5月10日：玉川線廃線に伴い、用賀停留場廃止。
- 1977年（昭和52年）
  - 4月7日：新玉川線の駅として開設[2]。
  - 11月16日：日中に田園都市線直通快速運行開始。
- 1978年（昭和53年）8月1日：半蔵門線開通に伴い、相互直通運転開始。
- 1979年（昭和54年）8月12日：各停も含め、終日に渡り半蔵門線と相互直通運転開始。
- 1993年（平成5年）：世田谷ビジネススクエア竣工に合わせ北口を改良。エスカレータ・エレベーター・バスターミナルが整備される。
- 1994年（平成6年）1月17日：用賀中町通り - 当駅間の東京都道427号瀬田貫井線（旧・玉電専用軌道）開通に伴い、用賀中町通りを経由するバスの当駅バスターミナルへの乗入開始、同時に用賀付近のバス路線再編成実施。
- 2000年（平成12年）8月6日：新玉川線が田園都市線へ編入[3]。
- 2001年（平成13年）
  - 3月：下りホームエレベーター使用開始。
  - 10月：上りホームエレベーター使用開始[4]。
- 2006年（平成18年）6月22日：東京地下鉄8000系電車使用上り急行電車が当駅を通過する際、10両編成中4両の車体とホームが接触、車体とホーム双方に傷が付いた[5]。通過速度を通常の時速75kmから時速50kmへ抑制[5]。
- 2007年（平成19年）
  - 3月18日：ICカード「PASMO」が利用可能となる[6]。
  - 4月5日：上記事故を契機として発覚した、梶が谷駅でのホームと電車の接触事故に対する処置完了に合わせ、前年より続けられた当駅での速度制限を解除[7]。
- 2009年（平成21年）10月1日：管内再編に伴い、当駅は三軒茶屋管内から二子玉川管内へ移管。
- 2018年（平成30年）3月11日：ホームドアの使用を開始。
- 2022年（令和4年）4月19日：副駅名を「世田谷ビジネススクエア前」から「GMOインターネットTOWER前」へ改称[1]。

### 駅名の由来
駅名は「用賀」の地名に由来する。この地名は仏教や禅とも関わりの深い「ヨーガ」 (Yoga) に由来するとの説がある。

## 駅構造
東京都道427号瀬田貫井線の地下に相対式ホーム2面2線を有する地下駅である。地上の道路の形状に合わせ、ホームは下り線から見て進行方向の左側へカーブする部分に設置されている。上りホーム渋谷方・二子玉川方と下りホーム二子玉川方にそれぞれ非常出口が設けられており、渋谷方の非常口からは直接地上に、また二子玉川方の非常口からは南口につながる地下通路に出られる。各ホームに発車標が設置されている。
ホーム階から改札階まで、改札階から地上までの間でそれぞれエスカレータとエレベーターが設置されており、利用し移動することが可能。改札階改札内には発車標が設置されている。定期券は専用の自動券売機のみで発売している。
非常用に、二子玉川駅方に渡り線を設けている。この渡り線の使用例としては、二子玉川周辺で実施される世田谷区と川崎市の花火大会時に長津田方面からの臨時列車折返し（但し、客扱いは二子玉川まで）に使用された例や2005年7月23日に発生した千葉県北西部地震に伴い、渋谷駅から先の東京メトロ半蔵門線が不通となり、二子玉川行となった電車が当駅で折返したと言うものがある。そのほか事故や荒天の折り返し、深夜の試験列車の転線に使われた事例がある。開業以来、左分岐の片渡り線であったが、2018年（平成30年）3月27日に発表された東急の2018年度を初年度とする中期3カ年経営計画の中で、渡り線増設（両渡り化）が発表され、両渡り化された。
トイレは改札口を出て正面にあり、多機能トイレも設置されている。
駅カラーは「みず色」で、ホーム壁の一部にみず色の線が引かれている。ただし、実際に使用されている色は、日本産業規格（JIS）が定めたJIS慣用色名での水色 (■) よりも青色に近くなっている。ホームの階段に近いほど壁に塗装してある駅カラーの幅は太くなり、ホームの端に行くほど白のタイルの割合が多くなる。これは、渋谷を除く旧・新玉川線地下駅共通のデザイン（駅カラーは各駅異なる）で、旅客の乗降の利便性向上のため、階段がどこに設置されているのかを表している。
当駅は北口・東口・南口の3か所の出入口があり、北口は世田谷ビジネススクエアと用賀駅バスターミナルに、東口は用賀商店街に、南口は平成ビル用賀へ繋がっている。駅の地下1階は世田谷ビジネススクエア地下1と直結している。
上りホーム非常口地上出口はほぼ旧玉川線用賀駅駅舎があった位置で、地域団体により玉電用賀駅跡の石標が脇に設置されている。
2013年（平成25年）末（公式には2014年（平成26年）1月1日）に「世田谷ビジネススクエア前」と言う副駅名標広告がホーム駅名標に掲出された。さらに2022年（令和4年）4月19日より「GMOインターネットTOWER前」に改称されている。

### のりば
| 番線 | 路線       | 方向 | 行先                                     |
| ---- | ---------- | ---- | ---------------------------------------- |
| 1    | 田園都市線 | 下り | 二子玉川・長津田・中央林間方面           |
| 2    | 田園都市線 | 上り | 渋谷・押上〈スカイツリー前〉・春日部方面 |

## 利用状況
2024年度（令和6年度）の1日平均乗降人員は65,061人である。
近年の1日平均乗降・乗車人員の推移は以下の通り。
| 年度               | 1日平均 乗降人員 | 1日平均 乗車人員 | 出典              |
| ------------------ | ---------------- | ---------------- | ----------------- |
| 1977年（昭和52年） | 21,141           | 10,707           | [ 東京都統計 1 ]  |
| 1978年（昭和53年） | 24,170           | 12,738           | [ 東京都統計 2 ]  |
| 1979年（昭和54年） | 27,535           | 14,468           | [ 東京都統計 3 ]  |
| 1980年（昭和55年） | 29,423           | 15,450           | [ 東京都統計 4 ]  |
| 1981年（昭和56年） | 31,312           | 16,274           | [ 東京都統計 5 ]  |
| 1982年（昭和57年） | 32,696           | 17,007           | [ 東京都統計 6 ]  |
| 1983年（昭和58年） | 34,082           | 17,899           | [ 東京都統計 7 ]  |
| 1984年（昭和59年） | 36,234           | 19,218           | [ 東京都統計 8 ]  |
| 1985年（昭和60年） | 37,919           | 20,382           | [ 東京都統計 9 ]  |
| 1986年（昭和61年） | 41,222           | 21,683           | [ 東京都統計 10 ] |
| 1987年（昭和62年） | 35,899           | 22,191           | [ 東京都統計 11 ] |
| 1988年（昭和63年） | 45,074           | 23,447           | [ 東京都統計 12 ] |
| 1989年（平成元年） | 46,374           | 24,342           | [ 東京都統計 13 ] |
| 1990年（平成02年） | 47,116           | 25,417           | [ 東京都統計 14 ] |
| 1991年（平成03年） | 50,563           | 26,272           | [ 東京都統計 15 ] |
| 1992年（平成04年） | 51,820           | 26,820           | [ 東京都統計 16 ] |
| 1993年（平成05年） | 51,548           | 27,954           | [ 東京都統計 17 ] |
| 1994年（平成06年） | 57,129           | 30,680           | [ 東京都統計 18 ] |
| 1995年（平成07年） | 60,615           | 31,462           | [ 東京都統計 19 ] |
| 1996年（平成08年） | 59,332           | 31,724           | [ 東京都統計 20 ] |
| 1997年（平成09年） | 59,087           | 31,488           | [ 東京都統計 21 ] |
| 1998年（平成10年） | 56,905           | 30,405           | [ 東京都統計 22 ] |
| 1999年（平成11年） | 55,494           | 29,730           | [ 東京都統計 23 ] |
| 2000年（平成12年） | 54,979           | 29,254           | [ 東京都統計 24 ] |
| 2001年（平成13年） | 54,348           | 28,419           | [ 東京都統計 25 ] |
| 2002年（平成14年） | 54,215           | 28,214           | [ 東京都統計 26 ] |
| 2003年（平成15年） | 54,061           | 28,010           | [ 東京都統計 27 ] |
| 2004年（平成16年） | 55,418           | 28,357           | [ 東京都統計 28 ] |
| 2005年（平成17年） | 56,330           | 28,695           | [ 東京都統計 29 ] |
| 2006年（平成18年） | 57,790           | 29,399           | [ 東京都統計 30 ] |
| 2007年（平成19年） | 60,264           | 30,736           | [ 東京都統計 31 ] |
| 2008年（平成20年） | 60,661           | 30,747           | [ 東京都統計 32 ] |
| 2009年（平成21年） | 60,897           | 30,791           | [ 東京都統計 33 ] |
| 2010年（平成22年） | 61,072           | 30,840           | [ 東京都統計 34 ] |
| 2011年（平成23年） | 60,732           | 30,678           | [ 東京都統計 35 ] |
| 2012年（平成24年） | 61,750           | 31,151           | [ 東京都統計 36 ] |
| 2013年（平成25年） | 61,099           | 30,765           | [ 東京都統計 37 ] |
| 2014年（平成26年） | 61,348           | 30,856           | [ 東京都統計 38 ] |
| 2015年（平成27年） | 63,204           | 31,792           | [ 東京都統計 39 ] |
| 2016年（平成28年） | 64,114           | 32,227           | [ 東京都統計 40 ] |
| 2017年（平成29年） | 66,948           | 33,619           | [ 東京都統計 41 ] |
| 2018年（平成30年） | 67,710           | 33,997           | [ 東京都統計 42 ] |
| 2019年（令和元年） | 67,550           | 33,866           | [ 東京都統計 43 ] |
| 2020年（令和02年） | 48,985           |                  |                   |
| 2021年（令和03年） | 55,631           |                  |                   |
| 2022年（令和04年） | 60,422           |                  |                   |
| 2023年（令和05年） | 63,244           |                  |                   |
| 2024年（令和06年） | 65,061           |                  |                   |

備考
1. ↑  1977年4月7日開業。

## 駅周辺

### 官公庁・公共施設
- 世田谷区役所用賀出張所
- 世田谷区玉川台区民センター
  - 世田谷区玉川台児童館
  - 世田谷区玉川台図書館

- 用賀自転車等駐車場：区営有料。
- 玉川警察署用賀交番
- 東京消防庁玉川消防署用賀出張所
- 陸上自衛隊用賀駐屯地
- 海上自衛隊上用賀基地（東京音楽隊）

### 教育機関
- 駒澤大学高等学校
- 三田国際学園中学校・高等学校
- 東京都立桜町高等学校
- 日本体育大学医療専門学校

### 郵便局・金融機関
- 世田谷用賀郵便局
- 世田谷瀬田郵便局
- 世田谷信用金庫用賀支店

### 史跡・自然
- 砧公園
  - 区立世田谷美術館
- 馬事公苑

### ビジネス
- 世田谷ビジネススクエア（GMOインターネットTOWER）
  - 用賀駅前郵便局
  - 東急コミュニティー本社
  - キャタピラージャパン本社
  - クロックスジャパン本社
- エフエム世田谷

### 交通
- 東名高速道路
  - 東京インターチェンジ
- 首都高速3号渋谷線
  - 用賀出入口
  - 用賀パーキングエリア：上り線渋滞時に高速バスから降車・PA出場が可能（入場は不可）。当駅まで徒歩数分。
- 瀬田交差点
  - 玉川通り（国道246号）
  - 環八通り（東京都道311号環状八号線）
  - 東京都道427号瀬田貫井線
- 用賀プロムナード

## バス路線
周辺は世田谷区の中核的拠点の1つであり、旧・新玉川線の中間5駅では唯一、バスターミナルを備えている。上用賀・世田谷通り・用賀中町通り・駒沢通り方面への輸送を担うバス路線が当駅を中心に形成されている。
全路線が東急バスにより運行され、担当の営業所は渋22系統・恵32系統・用賀駅 - 弦巻営業所系統が弦巻営業所、それ以外は全て瀬田営業所である。
| 乗場 | 系統      | 主要経由地                         | 行先           | 備考                  |
| ---- | --------- | ---------------------------------- | -------------- | --------------------- |
| 1番  | 用21      |                                    | 関東中央病院   |                       |
| 1番  | 用22      | 関東中央病院                       | 美術館         |                       |
| 2番  | 用01      | 農大前・千歳船橋                   | 祖師ヶ谷大蔵駅 |                       |
| 3番  | 用06 等12 | 桜丘三丁目・成育医療研究センター前 | 成城学園前駅   |                       |
| 4番  | 渋22      | 農大前・三軒茶屋                   | 渋谷駅         |                       |
| 4番  | 番号なし  | 桜新町駅                           | 弦巻営業所     | 土曜日ダイヤ1往復のみ |
| 5番  | 等12      | 中町五丁目・深沢不動前             | 等々力操車所   |                       |
| 5番  |           | 中町五丁目                         | 瀬田営業所     |                       |
| 5番  | 番号なし  | 岡本三丁目・成育医療研究センター前 | 成城学園前駅   | 土曜日ダイヤ1往復のみ |
| 6番  | 恵32      | 東京医療センター前・三谷           | 恵比寿駅       |                       |
| 7番  | 降車専用  | 降車専用                           | 降車専用       |                       |

## その他

### 東名高速方面からの高速バス乗継
2010年（平成22年）5月21日より6か月間、東名ハイウェイバスなどの東名高速道路からの各ルートの上り便で、駅に近接する首都高速3号渋谷線用賀PAより当駅へ徒歩で乗換え、田園都市線上り方向へ乗継が出来る実証実験を行った。用賀パーキングエリアに降車専用のバス停を設置し、そこから徒歩で当駅まで行き、田園都市線で渋谷方面へ向かうことによる、東京都心方面への到達時間短縮を期待したものである。この実験では、当駅から渋谷駅までの田園都市線が通常大人200円・ICカード195円のところ、大人・小児とも100円で乗車することが出来た。但し、夜行バスについては対象外となっていた。
この実証実験は、首都高速道路では2008年（平成20年） - 2009年（平成21年）にかけて実施され、本施策は2011年10月13日から本格運用に移行した。本乗継策は八潮パーキングエリア→首都圏新都市鉄道つくばエクスプレス八潮駅への乗継に次いで2例目となる。
用賀パーキングエリアでの乗継乗車券販売は2019年（令和元年）9月30日限りで終了したが、販売終了後も渋滞時における用賀パーキングエリアでの降車は引き続き可能となる。

## 隣の駅
東急電鉄
 田園都市線
■急行
通過
■準急・■各駅停車
桜新町駅 (DT05) - 用賀駅 (DT06) - 二子玉川駅 (DT07)